# İçərişəhər (Metro Baku)
İçərişəhər (auch Icheri Sheher, deutsch Altstadt) ist eine U-Bahn-Station in Baku auf der Linie 1 im historischen Stadtkern. Sie wurde am 6. November 1967 als eine der ersten fünf Stationen eröffnet. Der regelmäßige Verkehr begann am 25. November 1967. Die Station wurde bis 2007 Bakı Soveti genannt. Im April 2007 wurde der Bahnhof nach der Resolution des Ministerkabinetts der Republik Aserbaidschan in İçərişəhər umbenannt.
Nach einer im Juli 2008 begonnenen Renovierung des Bahnhofs wurde er am 29. Dezember 2008  wiedereröffnet. Eine Pyramide aus Metall und Glas wurde für den Eingang der Station verwendet. Die äußere Höhe des oberen Vestibüls beträgt 14 Meter (Höhe der Altstadtfestung).
Die mittlere Halle und beide Wände des Bahnsteigbereichs sind mit sechzehn Bildern des alten Baku aus Frankreich geschmückt. Auf der Rückseite befindet sich ein Fragment der Festungsmauern der Altstadt mit dem Wort „İçərişəhər“.
Der einzige Ausgang des Bahnhofs öffnet sich zur Istiglaliyyat-Straße in direkter Nachbarschaft zum Rathaus der Stadt.